# The Simpsons Skateboarding
The Simpsons Skateboarding è un videogioco pubblicato per PlayStation 2 nel 2002. Il videogioco, basato sulla serie animata omonima, è stato sviluppato dalla The Code Monkeys e pubblicato dalla Fox Interactive e dalla Electronic Arts. Tutti i personaggi nel gioco sono doppiati dai veri doppiatori della serie televisiva animata.
Nato come parodia di altri giochi di questo genere, il gioco è stato stroncato dalla critica per via delle grafiche e i comandi e venne considerato uno dei peggiori videogiochi dei Simpson.

## Modalità di gioco
Nel gioco, Springfield è stata convertita in una enorme pista per skateboard per l'annuale gara. Il giocatore può scegliere uno fra i nove personaggi disponibili, in modo da poter partecipare alla gara di skate. Ogni personaggio è dotato delle proprie peculiarità e tecniche speciali. È inoltre possibile giocare in multiplayer nella modalità "testa a testa" in cui due giocatori possono affrontarsi fra di loro. Le altre modalità di gioco sono "Freeskate", "Skate Fest", "Trick Contest" e la modalità "H-O-R-S-E". Vincendo il gioco nelle varie modalità si possono sbloccare ulteriori personaggi, nuove location e nuovi skateboard. Il giocatore ha inoltre la possibilità di imparare tutte le tecniche prima di entrare nella modalità di gioco vera e propria, nella modalità "Skillz School".

## Personaggi
- Homer Simpson
- Bart Simpson
- Marge Simpson
- Lisa Simpson
- Nelson Muntz
- Otto Disc
- Professor Frink
- Krusty il clown
- Clancy Winchester